# ApowerMirror
ApowerMirror는, Apowersoft사가 개발한 화면미러링용 소프트웨어이다.

## 개요
ApowerMirror는 화면 미러링 앱으로, Windows, Mac OS, iOS, Android 등 다양한 디바이스 사이에서 화면을 리얼타임에 고화질로 공유할 수 있다.

## 기능

### 스마트폰 화면을 미러링
스마트폰의 화면을 스마트폰·PC·TV에 출력 가능.

### PC 화면을 미러링
PC의 화면을 PC·스마트폰에 미러링할 수 있다.

### 스마트폰 화면 녹화·캡처
정지화면 캡처(PNG), 디바이스 화면의 녹화(MP4 / WMV / AVI / GIF)가 가능.

### PC로부터 스마트폰을 제어
PC로부터 마우스와 키보드로 Android 단말을 원격 조정할 수 있다.

## 특징
- 고화질로 화면을 표시(2K 대응).[4]
- USB에서 접속 가능(Android만)[5]
- Wi-Fi 경유로 접속 가능

## 동작 환경
- iOS 9.0 및 그 이후[6]
- Android 5.0 및 그 이후[7]
- Windows 7 및 그 이후
- Mac OS 10.9 및 그 이후[8]

## 같이 보기
- 미러 (컴퓨팅)
- 미라캐스트